# Joseph Novak
Joseph D. Novak (2 dicembre 1930 – New York, 22 settembre 2023) è stato un pedagogista statunitense.

## Biografia
Completa i suoi studi all'Università del Minnesota nel 1958, insegna biologia al Kansas State Teachers College di Emporia (1957-59), biologia e aggiornamento per gli insegnanti alla Purdue University (1959-67). Dal 1967 al 1995, è Professore di Didattica della biologia presso il Dipartimento di Scienze dell'Educazione nella Cornell University (nello Stato di New York), dove la sua ricerca si focalizza sui processi di apprendimento, sugli studi sull'educazione e sulla creazione e la rappresentazione della conoscenza. Sviluppa una teoria sull'educazione per guidare ricercatori e formatori, pubblicata per la prima volta nel 1977 e aggiornata nel 1998.
È stato Professore Emerito alla Cornell University e Ricercatore Senior presso il Florida Institute for Human and Machine Cognition (IHMC), un istituto di ricerca no-profit, affiliato con diverse università della Florida. Novak è autore e coautore di 26 testi, di più di 120 tra articoli e varie pubblicazioni; ha tenuto e tiene conferenze nelle scuole, nelle università e nelle aziende; ha ricevuto numerosi e prestigiosi riconoscimenti in varie parti del mondo.
Il suo lavoro di ricerca riguardava studi sulle idee degli studenti in merito all'apprendimento e all'epistemologia, sui metodi per l'applicazione di idee e strumenti educativi (come le mappe concettuali) negli ambienti aziendali e nei programmi di apprendimento a distanza; includeva, infine, lo sviluppo di mappe concettuali avanzate per la costruzione dell'apprendimento, attraverso l'utilizzo di CMapping con Internet e altre risorse.
I suoi saggi più noti sono: 
- A theory of education (1977);
- Learning How to Learn, Cambridge and NY: Cambridge University Press (1984), pubblicato in Italia nel 1989 dalla SEI, Imparando a imparare;
- Learning, Creating, and Using Knowledge: Concept maps as facilitative tools for schools and corporations, Mahwah, N.J.,Lawrence Erlbaum & Assoc. (1998), pubblicato in Italia nel 2001 dalla Erikson, L'apprendimento significativo. Le mappe concettuali per creare e usare la conoscenza.